# Паментна
Паментна (пол. Pamiętna) — село в Польщі, у гміні Скерневиці Скерневицького повіту Лодзинського воєводства.
Населення — 133 особи (2011).
У 1975-1998 роках село належало до Скерневицького воєводства.

## Демографія
Демографічна структура станом на 31 березня 2011 року:
|          | Загалом | Допрацездатний вік | Працездатний вік | Постпрацездатний вік |
| -------- | ------- | ------------------ | ---------------- | -------------------- |
| Чоловіки | 67      | 19                 | 43               | 5                    |
| Жінки    | 66      | 13                 | 32               | 21                   |
| Разом    | 133     | 32                 | 75               | 26                   |